# Jesús González de Zárate
Jesús González de Zárate Salas (Cumaná, Estado Sucre, 27 de diciembre de 1960) es un arzobispo venezolano. Presidente de la Conferencia Episcopal Venezolana. Arzobispo de Valencia (Venezuela) desde el 21 de septiembre de 2024.

## Biografía

### Familia
Nació en Cumaná, estado Sucre, el 27 de diciembre de 1960, siendo hijo de Arturo González de Zárate e Isabel Teresa Salas, ya fallecidos.

### Formación
Su inquietud por el sacerdocio lo lleva a solicitar su ingreso, en 1978, al Seminario San José, en Caracas, para realizar estudios de filosofía y de teología en el Instituto Universitario Seminario Interdiocesano Santa Rosa de Lima.
Posteriormente, en 1993, fue enviado a Roma, donde se formó en Teología Espiritual en la Pontificia Universidad Gregoriana y obtuvo la licenciatura, summa cum laude, en 1995.

### Sacerdocio
Fue ordenado sacerdote el 11 de enero de 1986, incardinándose en la Arquidiócesis de Caracas, pasando a cumplir los siguientes ministerios pastorales: Director del Colegio San José del Ávila; asesor de la Pastoral Juvenil de la Arquidiócesis de Caracas (1986-1992); ecónomo del Seminario San José (1986-1991); director del curso propedéutico del Seminario (1991-1992) y subdirector Académico del Instituto Universitario Santa Rosa de Lima (1992-1993).
Párroco de Nuestra Señora del Rosario, en Baruta (1995-1998), director del secretariado de catequesis (1995-1998) y profesor de teología en la Universidad Santa Rosa.
Luego, en 1998, fue designado vicario episcopal de pastoral, en la Arquidiócesis de Caracas (1998-2003), y un año más tarde, fue designado secretario ejecutivo del Concilio Plenario de Venezuela, cargo que ejerció hasta el 2003. A partir de ese mismo año, fue nombrado vicario general y responsable de la Zona Pastoral Centro de la Arquidiócesis de Caracas.

## Episcopado

### Obispo auxiliar de Caracas
El 15 de octubre de 2007, el Papa Benedicto XVI lo nombró Obispo titular de Suava y Obispo auxiliar de la Arquidiócesis de Caracas.
Recibió la ordenación episcopal el 12 de enero del año 2008 en la Catedral de Caracas. El Cardenal Jorge Liberato Urosa Savino, arzobispo de Caracas lo consagró. Sus asistentes fueron Baltazar Enrique Porras Cardozo, arzobispo de Mérida (Venezuela), y Ubaldo Ramón Santana Sequera. arzobispo de Maracaibo.
Ha desempeñado diversos cargos: Secretario General de la Conferencia Episcopal por dos períodos consecutivos: siendo Presidente de la Comisión Episcopal de Juventud de la CEV (2015- 2018, y 2018- 2020); Presidente del Comité Organizador del III Encuentro Nacional de Jóvenes (ENAJÓ) Barquisimeto, 2015, donde participaron 14.500 jóvenes; Delegado ante el CELAM de la Comisión de Familia, Vida y Juventud por la Región de países Bolivarianos, (desde 2015);  Presidente del Comité Organizador del iV Encuentro Nacional de Jóvenes (ENAJÓ), Barcelona, 2018, donde participaron 8.000 jóvenes.

### Arzobispo de Cumaná
El 24 de mayo de 2018, el Papa Francisco lo nombró III Arzobispo Metropolitano de la Arquidiócesis de Cumaná. Sucedió al Cardenal Diego Padrón Sánchez, quien pasó a ser el Arzobispo emérito de dicha metrópolis arzobispal. Recibió el palio arzobispal el 5 de agosto, fecha en la cual tomó posesión canonica de la Arquidiócesis de Cumaná en la Catedral Metropolitana Sagrado Corazón Eucarístico de Jesús.

### Arzobispo de Valencia
El 28 de junio de 2024, el Papa Francisco lo nombró Arzobispo metropolitano de la Arquidiócesis de Valencia en Venezuela.
Tomó posesión canónica en la Basílica Catedral Nuestra Señora del Socorro, el sábado 21 de septiembre de 2024.
El 12 de febrero de 2025 la Conferencia Episcopal Venezolana, reunida para la CXXIII Asamblea Ordinaria Plenaria, eligió como presidente a monseñor Jesús González de Zárate para el periodo 2025-2028